# Gräfenhainichen
Gräfenhainichen è una città tedesca di 11 446 abitanti, situata nel land della Sassonia-Anhalt.

## Geografia antropica
Appartengono alla città di Gräfenhainichen le frazioni (Ortsteil) di Buchholz, Hohenlubast, Jüdenberg, Möhlau, Schköna, Tornau e Zschornewitz.